# 더버시구

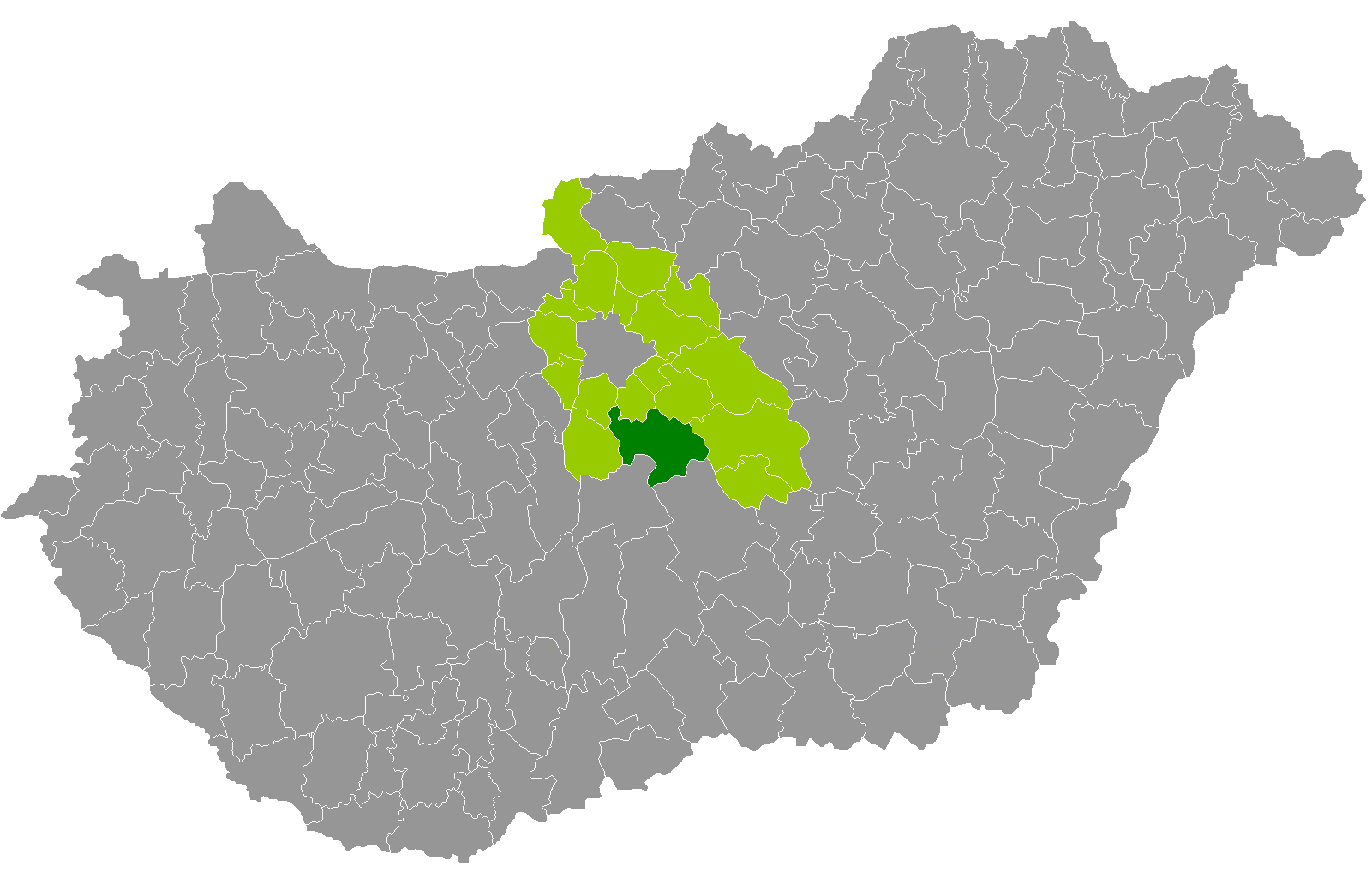
페슈트주 지도에 표시된 더버시구의 위치

더버시구(헝가리어: Dabasi járás)는 헝가리 페슈트주에 위치한 구로 구청 소재지는 더버시이며 면적은 614.23km2, 인구는 48,289명(2011년 기준), 인구 밀도는 79명/km2이다.
북쪽으로는 잘구, 모노르구, 동쪽으로는 체글레드구, 남쪽으로는 바치키슈쿤주 케치케메트구, 쿤센트미클로시구, 서쪽으로는 라츠케베구, 시게트센트미클로시구와 접한다. 11개 지방 자치체(3개 시, 8개 마을)를 관할한다.

구 문장